# Sünching
Sünching település Németországban, azon belül Bajorországban. Lakosainak száma 2270 fő (2023. december 31.).

## Népesség
A település népessége az elmúlt években az alábbi módon változott:
| Lakosok száma | 1285 | 1979 | 1618 | 1677 | 2002 | 1997 | 2110 | 2127 | 2182 | 2270 |
|               | 1875 | 1950 | 1975 | 1987 | 2012 | 2014 | 2016 | 2017 | 2021 | 2023 |